# Никулин, Валерий Александрович
Валерий Александрович Никулин (1 января 1951, Ижевск, Удмуртская АССР, РСФСР) — советский российский инженер-механик, экономист, доктор технических наук (1989), профессор, Заслуженный деятель науки Удмуртской Республики (1998), Заслуженный инженер Российской Федерации (2000). Внук известного советского писателя, классика удмуртской национальной литературы Михаила Петрова.

## Биография
Родился 1 января 1951 года в городе Ижевск, Удмуртская АССР, РСФСР.
В 1972 году окончил Московское высшее техническое училище имени Н. Э. Баумана по специальности «Двигатели летательных аппаратов».
С 1972 по 1974 год служил офицером в Ракетных войсках стратегического назначения СССР, был командиром ракетного старта. С 1974 по 1984 год работал на инженерных и научных должностях. Учился в аспирантуре Донецкого государственного университета.
В 1979 году защитил диссертацию на соискание учёной степени кандидата технических наук. После этого преподавал доцентом в Донецком политехническом института на кафедре прикладной математики. Был научным руководителем ряда важнейших хозяйственно-договорных научно-исследовательских работ по оборонным заказам.
В 1984 году начал работать в Ижевском механическом институте, где последовательно был заведующим кафедрой гидравлики и теплотехники, деканом инженерно-строительного факультета, профессором и научным руководителем важнейших оборонных научно-исследовательских работ. Работал и преподавал в этом институте до 1994 года. Написал более 150 печатных научных работ.
В 1989 году защитил докторскую диссертацию.
Начиная с 1988 года стал учредителем и руководителем ряда научно-производственных, проектных и образовательных организаций, в том числе негосударственного образовательного учреждения «Камский институт гуманитарных и инженерных технологий» (Высший гуманитарно-инженерный колледж «АЭРОМЕХ»), был президентом и ректором этого института. В августе 2007 года возглавил научно-образовательное учреждение ВПО «КИГИТ».
Является действительным членом (академиком) Российской и Международной инженерных академий. Исполнительный вице-президент Российской инженерной академии (РИА), председатель Удмуртского регионального отделения РИА. Также является почётным действительным членом (академиком) Инженерной академии Украины и академиком Нью-Йоркской академии наук.